# Филип Лудвиг Шенк фон Лимпург
Филип Лудвиг Шенк фон Лимпург-Шпекфелд (на немски: Philipp Ludwig Schenk von Limpurg-Speckfeld; * 1 октомври 1588, Нойенщат ам Кохер; † 7 февруари 1627, Оберзонтхайм) е наследствен имперски шенк и граф на Лимбург в Шмиделфелд (в Зулцбах-Лауфен) в Баден-Вюртемберг, шериф на Либенцел в Шварцвалд.

## Произход
Той е най-големият син на Еберхард I Шенк фон Лимпург (1560 – 1622) и съпругата му графиня Катарина фон Ханау-Лихтенберг (1568 -1636), дъщеря на граф Филип V фон Ханау-Лихтенберг (1541 – 1599) и първата му съпруга пфалцграфиня Лудовика Маргарета фон Цвайбрюкен-Бич (1540 – 1569). Брат е на Франц/Георг Фридрих Шенк фон Лимпург (1596 – 1651), шенк на Лимпург в Шпекфелд, военен.
Филип Лудвиг Шенк фон Лимпург-Шпекфелд умира на 7 февруари 1627 г. в Оберзонтхайм на 38 години.

## Фамилия
Филип Лудвиг Шенк фон Лимпург-Шпекфелд се жени на 9 юли 1615 г. за фрайин, графиня Ева Барбара фон Зайнсхайм († 27 март 1644), дъщеря на фрайхер Георг Лудвиг фон Зайнсхайм (1554 – 1599) и Анна фон Лихтенщайн († 1607). Те имат една дъщеря:
- Анна Луиза Шенк фон Лимпург-Шпекфелд (* 18 септември 1619, Бад Либенцел; † 26 август 1663, Рюденхаузен), омъжена на 16 септември/30 ноември 1636 г. в Зомерхаузен за граф Георг Фридрих фон Кастел-Рюденхаузен (* 21 август 1600; † 28 март 1653)[3]